# Хонох (Шамильский район)
Хоно́х — село (аул) в Шамильском районе Дагестана. Входит в состав сельского поселения «Сельсовет „Ругельдинский“».

## Географическое положение
Расположено в 15 км к югу от районного центра села Хебда, на левом берегу реки Квенишор.

## Население
| 1869 | 1888 | 1895 | 1926 | 1939 | 1970 | 1989 |
| ---- | ---- | ---- | ---- | ---- | ---- | ---- |
| 186  | ↗215 | ↗226 | ↗242 | ↘213 | ↘162 | ↘134 |
| 2002 | 2010 | 2021 |      |      |      |      |
| ↗138 | ↘122 | ↘98  |      |      |      |      |